# Heinrich Mönch (Baumeister)
Heinrich Mönch (* 27. Mai 1859; † nach 1933) war ein deutscher Bauingenieur und Baubeamter, der im Wasser- bzw. Hafenbau der Kaiserlichen Marine tätig war.

## Leben
Nach seinem Studium arbeitete Heinrich Mönch zunächst als Referendar in Berlin bei einem Eisenbahn-Betriebsamt, anschließend bei der Marine-Hafenbaukommission in Wilhelmshaven.
Nach dem bestandenen zweiten Staatsexamen und der anschließenden Ernennung zum Regierungsbaumeister (Assessor in der öffentlichen Bauverwaltung) trat Mönch im Jahr 1889 in den Dienst der Kaiserlichen Marinewerft Wilhelmshaven über, wo er 1892 zum Marine-Hafenbaumeister ernannt wurde.
Nachdem Mönch im Jahr 1902 die Bauleitung beim Bau der großen Trockendocks der Kaiserlichen Werft Kiel innegehabt hatte, wurde er 1903 noch einmal kurz in Wilhelmshaven tätig. Im selben Jahr bekam er den preußischen Roten Adlerorden IV. Klasse verliehen. Ebenfalls 1903 wurde Mönch als Vortragender Rat zum Reichsmarineamt in Berlin versetzt.
Im Jahr 1917 verlieh Großherzog Friedrich August von Oldenburg Mönch das Friedrich-August-Kreuz II. Klasse.
Mönch war neben der Werft-Erweiterung in Wilhelmshaven und dem dortigen Bau der dritten Hafeneinfahrt auch an der Jade-Korrektion sowie am Bau des Hafens auf Helgoland beteiligt. In Folge der Demilitarisierung nach dem Ersten Weltkrieg schied auch Heinrich Mönch aus den Diensten der – aufgelösten – Kaiserlichen Marine aus und lebte seitdem in Zinnowitz, wo er 1934 seinen 75. Geburtstag feiern konnte. Er trug den Ehrentitel eines Geheimen Oberbaurats.

## Schriften
- Der Bau der neuen Trockendocks auf der kaiserlichen Werft in Kiel. In: Zeitschrift für Bauwesen. Nr. 4, 1903, Sp. 291–320 (zlb.de – gemeinsam mit Otto Franzius). (2. Teil). In: Zeitschrift für Bauwesen. Nr. 7, 1903, Sp. 495–514 (zlb.de). (3. Teil). In: Zeitschrift für Bauwesen. Nr. 1, 1905, Sp. 113–134 (zlb.de). (4. Teil [Schluss]). In: Zeitschrift für Bauwesen. Nr. 4, 1903, Sp. 343–366 (zlb.de).